# Rodin Younessi

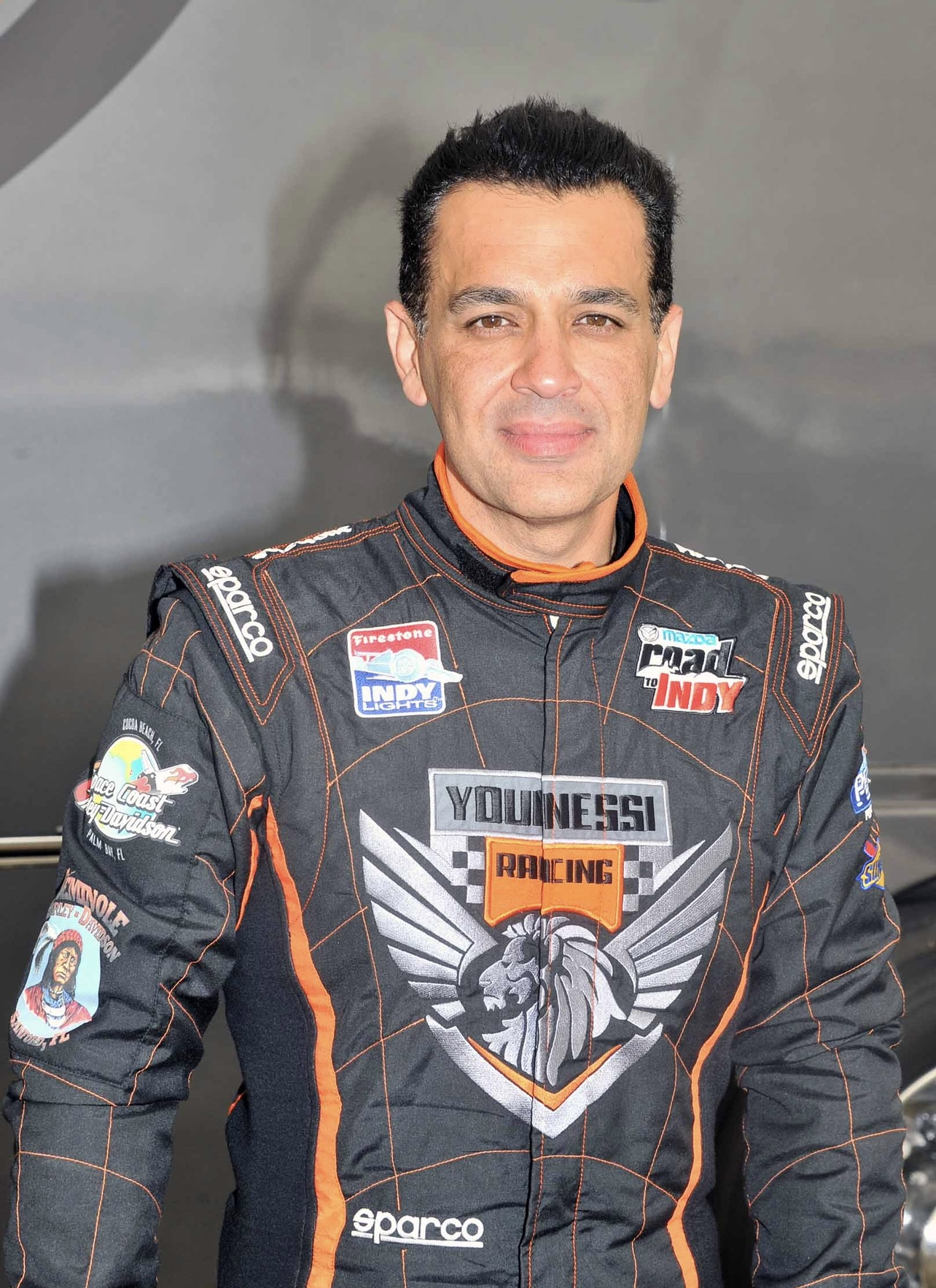
Rodin Younessi 2012

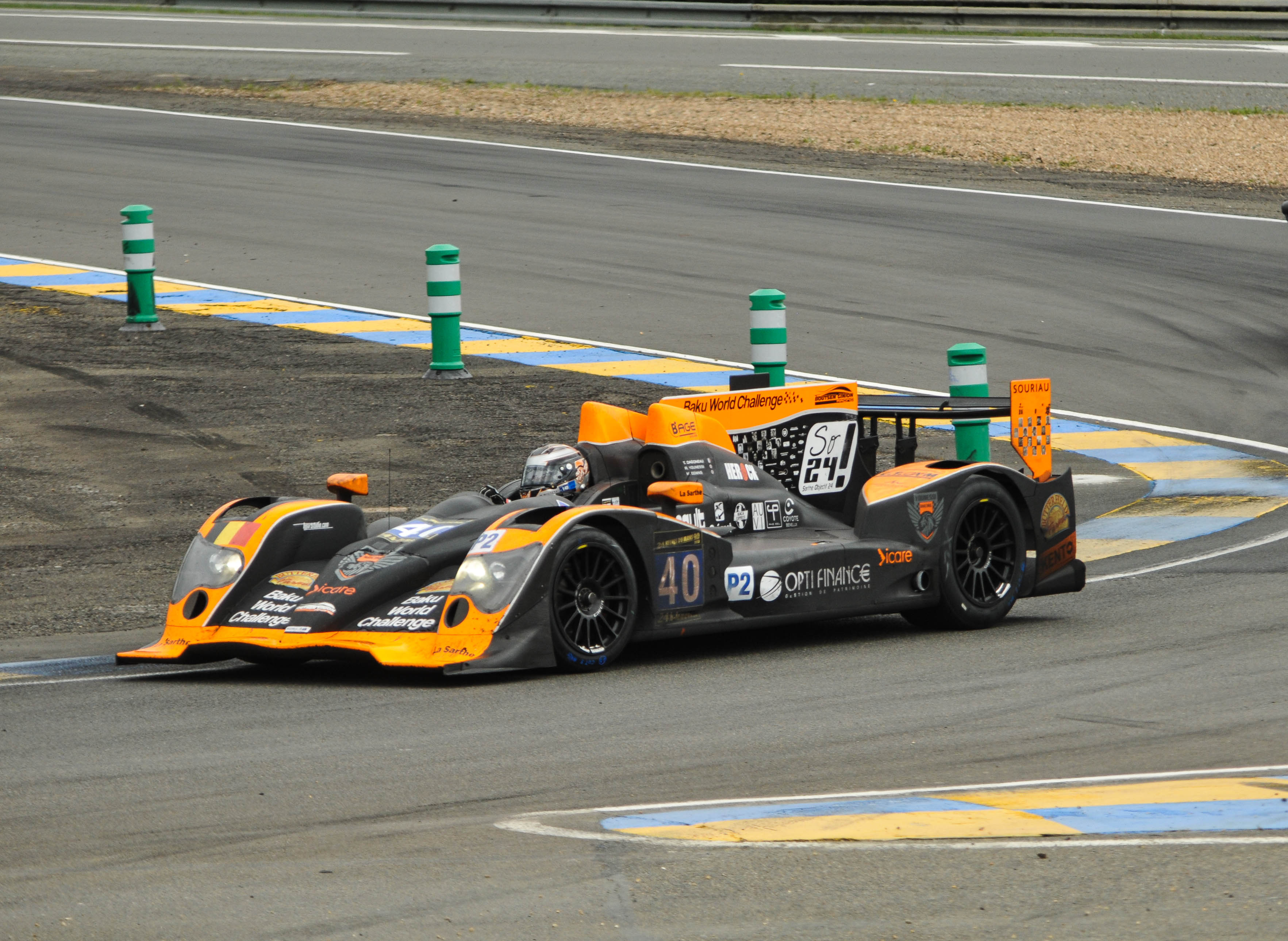
Der Oreca 03 mit dem Rodin Younessi beim 24-Stunden-Rennen von Le Mans 2013 am Start war

Rodin Younessi (* 1. August 1969 in Palm Beach) ist ein ehemaliger US-amerikanischer Automobilrennfahrer, Anwalt und Unternehmer.

## Karriere im Motorsport
Younessi begann seine Karriere als professioneller Rennfahrer 2011 im Alter von 41 Jahren im Formelsport. Zuvor hatte er bereits an Sportwagen und Motorradrennen teilgenommen. Er stieg während der Saison in die U.S. F2000 National Championship ein und wurde Vierter in der nationalen Klasse. Außerdem nahm er an zwei Rennen der F2000 Championship Series teil.
2012 trat Younessi als Pilot seines eigenen Rennstalls, Younessi Racing, in der Indy Lights zu zwei an. Er beendete die Saison auf dem 21. Platz. Darüber hinaus nahm er für Performance Tech Motorsports an einem Rennen der American Le Mans Series teil. Dabei teilte er sich ein Cockpit mit Raphael Matos.

## Persönliches
Bevor Younessi als Rennfahrer im Motorsport aktiv wurde, war er als Unternehmer und Anwalt tätig. Er ist Juris Doctor. Er arbeitete in der Software-Industrie, war als Vertragshändler im Motorsport tätig und war Händler von Harley-Davidson. Er fungiert seit 2011 als Lamborghini-Vertragshändler in Palm Beach.

## Statistik

### Karrierestationen
- 2011: U.S. F2000 National Championship, national (Platz 4)
- 2011: F2000 Championship Series (Platz 52)
- 2012: Indy Lights (Platz 21)
- 2012: ALMS, LMPC

### Le-Mans-Ergebnisse
| Jahr | Team                  | Fahrzeug | Teamkollege | Teamkollege     | Platzierung | Ausfallgrund |
| ---- | --------------------- | -------- | ----------- | --------------- | ----------- | ------------ |
| 2013 | Boutsen Ginion Racing | Oreca 03 | Matt Downs  | Thomas Dagoneau | Rang 32     |              |

### Einzelergebnisse in der FIA-Langstrecken-Weltmeisterschaft
| Saison | Team                  | Rennwagen | 1   | 2   | 3   | 4   | 5   | 6   | 7   | 8   |
| ------ | --------------------- | --------- | --- | --- | --- | --- | --- | --- | --- | --- |
| 2013   | Boutsen Ginion Racing | Oreca 03  | SIL | SPA | LEM | SAO | AUS | FUJ | SHA | BAH |
| 2013   | Boutsen Ginion Racing | Oreca 03  | 32  |     |     |     |     |     |     |     |